# Ковалёв, Игорь Георгиевич
И́горь Гео́ргиевич Ковалёв (род. 1965) — российский учёный-политолог, доктор исторических наук, профессор.
Заместитель декана факультета мировой экономики и мировой политики ВШЭ. Автор ряда научных трудов.

## Биография
Родился 7 октября 1965 года в городе Енакиево Донецкой области Украинской ССР.
В 1988 году окончил исторический факультет МГУ им. М. В. Ломоносова по специальности «Историк, преподаватель со знанием иностранного языка».
В 1989—1992 годах — преподаватель кафедры новой и новейшей истории Московского педагогического государственного университета (МПГУ). Затем обучался в аспирантуре МГУ, которую окончил в 1992 году; защитил кандидатскую диссертацию на тему «Идеология и политика консервативной партии Великобритании в начале XX в., 1902—1906 гг.».
В 1992—2005 годах работал старшим преподавателем кафедры истории и географии Московского государственного лингвистического университета. С 2005 года И. Г. Ковалёв — доцент кафедры мировой экономики факультета мировой экономики Высшей школы экономики.
Окончив в 2012 году докторантуру, защитил докторскую диссертацию на тему «Партийно-политическая борьба по проблеме реформирования Палаты лордов в XX веке». С 2013 года по настоящее время Игорь Георгиевич — профессор департамента международных отношений факультета мировой экономики и мировой политики НИУ ВШЭ, с 2014 года по настоящее время — первый заместитель декана, заместитель декана по науке факультета мировой экономики и мировой политики НИУ ВШЭ.
И. Г. Ковалёв имеет благодарности Высшей школы экономики (2012, 2016), медаль «Признание — 10 лет успешной работы» НИУ ВШЭ (2018), Почетную грамоту Высшей школы экономики (2019).